# 雅芳河 (漢普郡)
埃文河，港譯雅芳河、台譯艾芬河，源於英格蘭威爾特郡，流經漢普郡、多塞特郡。因為英國有4條同名河流，此河又稱為「索爾茲伯里的雅芳河」、「漢普郡的雅芳河」。雅芳河長137公里（85英哩），英格蘭第11長。

## 語源
「Avon」源自原始布立吞亞語言，即「河流」。所以「雅芳河」意思是「河流河流」。

## 流經地方
雅芳河發源於英國英格蘭威爾特郡肯尼特區（Kennet）迪韋齊斯（Devizes），流入皮尤西河谷（Vale of Pewsey）後向南，橫過索爾茲伯里平原，經埃姆斯伯里（Amesbury）、索爾茲伯里、漢普郡盆地、新福里斯特、福丁布里奇（Fordingbridge）、靈伍德（Ringwood），在多塞特郡的基督城與斯陶爾河（Stour）匯流，注入英倫海峽。